# Elecciones presidenciales de Gabón de 2016
Las elecciones presidenciales de Gabón de 2016, fueron un proceso electoral celebrado el 28 de agosto de 2016. El presidente icumbente Ali Bongo fue reelegido con el 49.80% de los votos para un segundo mandato de siete años, derrotando por un margen sumamente estrecho a Jean Ping, Ministro de Relaciones Exteriores del país. La controvertida reelección de Bongo desató protestas en Libreville inmediatamente después del anuncio de los resultados.

## Sistema electoral
El Presidente de la República Gabonesa es elegido para un mandato de siete años en una sola vuelta. El candidato más votado obtiene la victoria, independientemente de si logró o no la mayoría absoluta de votos. Se considera que esto fue incluido para retrasar las posibilidades de la oposición, la cual tiene pocas posibilidades de ganar, a menos que presente un solo candidato.

## Candidaturas
Diecinueve candidatos potenciales enviaron sus solicitudes, y el 15 de julio de 2016, la Comisión Electoral Nacional Autónoma y Permanente (CENAP), anunció que catorce de ellos eran elegibles. Ali Bongo, presidente desde 2009, había anunciado ya el 29 de febrero que se presentaría a la reelección. La CENAP aprobó su candidatura a pesar del gran debate que generó su posible ilegibilidad constitucional, teniendo en cuenta que había nacido en Brazzaville (República del Congo), hecho que no había sido tenido en cuenta debido a que ambos países eran colonias francesas al momento del nacimiento de Bongo. Otro punto controvertido fue el intento de la oposición de que se rechazara la candidatura de Bongo porque supuestamente no era el hijo biológico de Omar Bongo. Debido a que la oposición contaba con representación en la CENAP, la candidatura de Bongo fue aprobada por mayoría, pero no por consenso.
Jean Ping, un destacado diplomático, fue presentado como candidato de la Unión de Fuerzas para el Cambio, y era visto por algunos como el retador más grande de Bongo. Su candidatura también fue aprobada. Los otros candidatos aprobados fueron Casimir Oye Mba de la Unión Nacional , Paul Mba Abessole de la Agrupación por Gabón, Pierre Claver Maganga Moussavou del Partido Socialdemócrata, Augustin Moussavou King del Partido Socialista de Gabón, y varios candidatos independientes: Chico Nzouba Ndama, Raymond Ndong Sima, Bruno Ben Moubamba, Laurent Désiré Aba'a Minko, Gérard Ella Nguema, Abel Mbombe Nzoudou, Dieudonné Minlama Mintogo, y Léon Paul Ngoulakia.

## Campaña
La campaña comenzó formalmente el 13 de agosto de 2016. En su intervención en un acto de campaña, Bongo desestimó la controversia acerca de su filiación, y señaló que "la carga de la prueba recae sobre la persona que hace la acusación" y argumentó que la oposición se centraba en el tema "porque no tienen un buen programa". En una entrevista criticó el enfoque de la oposición sobre "cosas ridículas" en lugar de su historial como presidente durante los siete años anteriores. Durante su campaña, habló sobre la lucha contra la corrupción y destacó su historial de desarrollo de la infraestructura. Su lema de campaña fue "Vamos a cambiar juntos".
Con el tiempo, a mediados de agosto, los candidatos clave de la oposición decidieron unirse detrás de Jean Ping con el fin de mejorar las posibilidades de la oposición de derrotar Bongo, como la celebración de la votación en una sola ronda presumiblemente contribuiría en gran medida a la ventaja de Bongo, siempre y cuando la oposición se mantuviera fragmentada. Chico Nzouba Ndama, Casimir Oye Mba, Léon Paul Ngoulakia y Aba'a Minko retiraron sus candidaturas para apoyar Ping. El gobierno criticó esta medida, considerando que era un método de la oposición para "repartirse privilegios y poderes" cuando su candidato único llegara a la presidencia.
La mayoría de los opositores, anteriormente, habían colaborado con el régimen del padre de Ali Bongo, Omar Bongo, siendo Ping uno de sus antiguos "altos cargo". La administración de Ali Bongo había sufrido muchas deserciones tanto de ministros como de miembros del Partido Democrático Gabonés desde la muerte de Omar en 2009, destacando entre ellos Guy Nzouba Ndama y Léon Paul Ngoulakia. Sumado a esto, el debilitamiento de la economía como consecuencia de la caída de los precios del petróleo generaron descontento en la población hacia el gobierno de Bongo, aumentando las posibilidades de la oposición.

## Resultados

### Anuncio
La elección se realizó el 28 de agosto. Al día siguiente, Ping se adjudicó la victoria y declaró que esperaba que Bongo lo llamara "personalmente para felicitarlo", a pesar de que aún no habían sido anunciados los resultados. Solo la Comisión Electoral estaba autorizada a anunciar los resultados, y el ministro del Interior, Pacôme Moubelet-Boubeya, acusó a Ping de "intentar manipular el proceso democrático", mientras que Bongo dijo que "no se debe vender la piel del oso antes de que lo hayan matado". Sin embargo, el portavoz de Bongo, Alain Claude Bilie Por Nzé, afirmó que Bongo estaba por delante y sería reelegido. Se programó inicialmente que el 30 de agosto se anunciarían los resultados, pero debieron realizarse un día más tarde.
Los resultados se anunciaron finalmente el 31 de agosto, mostrando una estrecha victoria de Bongo, que ganó 49.8% de los votos contra el 48.2% de Ping. La participación fue del 59.5%. Los representantes de la oposición en la comisión electoral se negaron a confirmar los resultados, por lo cual fueron confirmados por una votación en la que los miembros de la oposición se abstuvieron. Los resultados recogidos de las personas que votaron fuera del país, en su mayoría recogidos de forma independiente, mostraron que su candidato había superando a Bongo por un amplio margen, 59% a 38%. Los resultados más controvertidos fueron particularmente los de la provincia de Haut-Ogooué, (provincia natal de la familia Bongo) donde Bongo recibió el 95.5% y la participación fue del 99.9%. Bongo, señalando que la votación fue estrecha, hizo hincapié en la importancia de respetar el resultado tranquilamente.

### Resultado general
| Candidato                                                | Partido                                                 | Votos   | %     |
| -------------------------------------------------------- | ------------------------------------------------------- | ------- | ----- |
| Ali Bongo Ondimba                                        | Partido Democrático Gabonés                             | 177,722 | 49.80 |
| Jean Ping                                                | Unión de Fuerzas para el Cambio                         | 172,128 | 48.23 |
| Bruno Ben Moubamba                                       | Independiente                                           | 1,896   | 0.53  |
| Raymond Ndong Sima                                       | Independiente                                           | 1,510   | 0.42  |
| Pierre Claver Maganga Moussavou                          | Partido Socialdemócrata                                 | 1,130   | 0.32  |
| Paul Mba Abessole                                        | Agrupación Nacional de Leñadores - Agrupación por Gabón | 761     | 0.21  |
| Gérard Ella Nguema                                       | Independiente                                           | 583     | 0.16  |
| Augustin Moussavou King                                  | Partido Socialista Gabonés                              | 553     | 0.15  |
| Dieudonné Minlama Mintogo                                | Independiente                                           | 393     | 0.11  |
| Abel Mbombe Nzoudou                                      | Independiente                                           | 214     | 0.06  |
| Votos en blanco/anulados                                 | Votos en blanco/anulados                                | 16,420  | –     |
| Total                                                    | Total                                                   | 373,310 | 100   |
| Votantes registrados/participación                       | Votantes registrados/participación                      | 627,805 | 59.46 |
| Fuente: Ministerio del Interior, Ministerio del Interior |                                                         |         |       |

### Resultados por provincia
| Provincia                 |               |               |               |               | Participación | Participación | Participación |
| ------------------------- | ------------- | ------------- | ------------- | ------------- | ------------- | ------------- | ------------- |
| Provincia                 |               |               |               |               | Participación | Participación | Participación |
| Provincia                 | Ali Bongo PDG | Ali Bongo PDG | Jean Ping UFC | Jean Ping UFC | Participación | Participación | Participación |
| Provincia                 | Votos         | %             | Votos         | %             | Votos         | Inscriptos    | %             |
| Estuaire                  | 44.064        | 37.33         | 71.868        | 60.88         | 123.884       | 261.643       | 47.35         |
| Haut-Ogooué               | 68.064        | 95.46         | 3,071         | 4.31          | 71.677        | 71.714        | 99.93         |
| Moyen-Ogooué              | 4.689         | 30.51         | 10.247        | 66.68         | 16.493        | 28.813        | 57.24         |
| Ngounié                   | 14.173        | 41.76         | 18.248        | 53.76         | 36.311        | 57.949        | 62.66         |
| Nyanga                    | 6.135         | 44.07         | 7.250         | 52.08         | 14.926        | 25.195        | 59.24         |
| Ogooué-Ivindo             | 12.131        | 65.96         | 5.977         | 32.5          | 19.68         | 29.997        | 65.61         |
| Ogooué-Lolo               | 9.713         | 53.25         | 8.193         | 44.65         | 19.779        | 28.048        | 70.52         |
| Ogooué-Maritime           | 7.983         | 29.67         | 18.363        | 68.26         | 27.218        | 62.146        | 45.41         |
| Woleu-Ntem                | 8.818         | 24.81         | 25.914        | 72.9          | 36.924        | 54.662        | 67.55         |
| Fuera del país            | 1.952         | 37.38         | 3.047         | 58.35         | 5.427         | 7.638         | 71.05         |
| Total                     | 177.722       | 49.80         | 172.128       | 48.23         | 373.310       | 627.805       | 59.46         |
| Fuente: Interior Ministry |               |               |               |               |               |               |               |

## Reacciones internacionales
- Unión Europea - La misión de observadores de la UE condenó la violencia e informó de diversas anomalías en el proceso electoral. Los observadores de la UE observaron una anomalía en el número de votantes en diversas áreas, indicando que era anormalmente alta.[17] La UE solicitó que el gobierno sea más transparente y que liberara los resultados de cada mesa de votación.[18]
- Francia -  El primer ministro Manuel Valls dijo que Gabón debía efectuar un recuento público de los votos para verificar los resultados originales. Francia también ha mostrado preocupación por los ciudadanos franceses y francodescendientes que viven en Gabón con base en las numerosas detenciones llevadas a cabo en el país.[19]
- La Unión Africana condenó la violencia en el país y se comprometió a enviar una delegación a mediar en la violencia posterior a las elecciones, con miembros de alto nivel dirigidos por el Presidente de Chad Idriss Déby.[20]
- Organización de las Naciones Unidas - Ban Ki-moon deploró la violencia y la innecesaria pérdida de vidas durante las protestas y pidió a ambas partes que redujeran los mensajes inflamatorios uno contra el otro y encontraran una solución pacífica para poner fin a la violencia.[21]
- Estados Unidos - Washington seguía preocupado con la forma en la que las detenciones masivas se llevaron a cabo en el país y afirmó estar conforme con la entrada al país de una delegación de la Unión Africana.